# Gradi del British Army
Scala gerarchica dei gradi del British Army.
| Grado                                                                         | Distintivo per controspallina | Codice NATO           |
| Gradi degli ufficiali                                                         | Gradi degli ufficiali         | Gradi degli ufficiali |
| ----------------------------------------------------------------------------- | ----------------------------- | --------------------- |
| Feldmaresciallo (Field Marshall)                                              |                               | OF-10                 |
| Generale (General)                                                            |                               | OF-9                  |
| Tenente generale (Lieutenant General)                                         |                               | OF-8                  |
| Maggior generale (Major General)                                              |                               | OF-7                  |
| Brigadiere (Brigadier)                                                        |                               | OF-6                  |
| Colonnello (Colonel)                                                          |                               | OF-5                  |
| Tenente colonnello (Lieutenant Colonel)                                       |                               | OF-4                  |
| Maggiore (Major)                                                              |                               | OF-3                  |
| Capitano (Captain)                                                            |                               | OF-2                  |
| Tenente (Lieutenant)                                                          |                               | OF-1                  |
| Secondo tenente (Second Lieutenant)                                           |                               | OF-1                  |
| Gradi dei sottufficiali                                                       |                               |                       |
| Warrant officer di prima classe (Warrant Officer Class One)                   |                               | OR-9                  |
| Warrant officer di seconda classe (Warrant Officer Class Two)                 |                               | OR-8                  |
| Sergente del gruppo (Staff Sergeant) - Sergente di bandiera (Colour Sergeant) |                               | OR-7                  |
| Sergente (Sergeant)                                                           |                               | OR-6                  |
| Gradi di truppa                                                               |                               |                       |
| Caporale (Corporal) - Bombardiere (Bombardier)                                |                               | OR-4                  |
| Vice caporale (Lance-Corporal) - Vice-bombardiere (Lance-Bombardier)          |                               | OR-3                  |
| Soldato semplice (Private)                                                    | Nessun distintivo             | OR-2 OR-1             |